# Край (пісня Мозгового)
Край, або Край, мій рідний край — популярна пісня для сольного виконання. Музика і слова пісні написані Миколою Мозговим. Ця пісня стала дебютом співпраці Софії Ротару з новим композитором і автором, а також одним з популярних хітів співачки. Зустрічається у грі S.T.A.L.K.E.R. 2: Серце Чорнобиля де її співає один з персонажів на прізвисько Ріхтер у трейлері Час Можливостей.